# くしろ霧フェスティバル
KUSHIRO KIRI FESTIVAL （くしろきりフェスティバル）は、一般社団法人 釧路青年会議所とSET YOU FREEが主催・企画制作を手掛ける北海道釧路市で行われる野外ロック・フェスティバルである。

## 概要
海霧の影響を受けやすい北海道釧路市は、長年霧の街として観光客には親しまれていたが、地元住民にとっては厄介者視されていた。そんな中、地元住民にとっては厄介者視されている霧を逆手に取ったイベントを開催しようと考え出されたのがこのイベントである。
高校生以下の入場は無料で、大人は500円から入場ができる。
開催時期は7月下旬。金・土・日曜日の3日間にわたり開催される。2012年、幸町緑地の整備や耐震岸壁野外ステージの建設により会場を拡大、また2021年からは特設ステージの開催と変更された。 
基本的に特設ステージからのライブとなり、耐震岸壁野外ステージの使用はしていない。また幸町緑地の芝生エリアも使用していないため1つのステージでのみライブ、レーザーショー・DJショーをしている。
耐震岸壁野外ステージの前には、地元の飲食店が並んだ「露店（出店）」を設置。さらに、会場内には展望デッキ付きトイレ施設など安心して利用できる環境設備もされている。
2021年からステージに前方優先エリアを設置。

## 歴史

### 1985年
- 日程：不明
- 会場：釧路市国際交流センター

「第一回 くしろ霧フェスティバル」開催。

### 2012年
- 日程：7月27日（金）・28日（土）・29日（日）
- 会場：幸町緑地 耐震岸壁野外ステージ

幸町緑地の整備や耐震岸壁野外ステージの建設により、この年から会場を拡大した。
ライブ出演した『THE TON-UP MOTORS』は、北海道のローカル番組「ブギウギ専務」の『上杉周大』が所属するアーティスト。ライブの様子はFMくしろにて生配信された。
| 日程    | 出演者              |
| ------- | ------------------- |
| 7月27日 | - THE TON-UP MOTORS |

### 2021年
- 日程：7月23日（金）・24日（土）・25日（日）
- 会場：幸町緑地 耐震岸壁特設ステージ

この年から、電子チケットを導入・霧フェス専用特設ステージを設置。
また、新型コロナウイルス感染拡大防止対策で入場制限をし、5000人以上は入場できなくした。
| 日程    | 出演者                                             |
| ------- | -------------------------------------------------- |
| 7月23日 | - 真心ブラザーズ - PIGGS - GAKU-MC - ハジ→         |
| 7月24日 | - Rihwa - ZIGGY - BiS - GAKU-MC - ベリーグッドマン |

### 2022年
- 日程：7月22日（金）・23日（土）・24日（日）
- 会場：幸町緑地 耐震岸壁特設ステージ

高校生（18歳）以上には、入場料金制度を導入。入場料金は500円。
高校生による高校生のためのバンド選手権「TEENS ROCK IN KUSHIRO 北海道地区大会」を初開催。本大会で北海道代表で全国大会に出場して優勝した場合「ROCK IN JAPAN」に出演することができる。
この年の「SET YOU FREE IN KUSHIRO KIRIFESTIVAL」は昨年の霧フェスの入場制限などにより多くの方に、入場制限があり楽しめなかった、見たかったといった声があり、今回から制限なく、昨年の分まで思う存分観覧していただくために再度、昨年出演したアーティストが出演した。「BiS」、「PIGGS」、「GAKU-MC」、「ベリーグッドマン」が2年連続出演。初出演で「LINDBERG」、「ニューロティカ」などが出演した。
- 出演予定であった、「LINDBERG」のメンバー「渡瀬マキ」、「平川達也」が新型コロナウイルス陽性者の濃厚接触者になったため出演キャンセル。当日出演のBiSが予定を変更し、当初の予定の倍となる60分出演することが決まった。BiSは「STUPiD」や「CURTAiN CALL」を両方3曲連続で演奏するなど霧フェス前代未聞のライブとなった。

| 日程    | 出演者                               |
| ------- | ------------------------------------ |
| 7月22日 | - Rihwa - GAKU-MC - ベリーグッドマン |
| 7月23日 | - HAMBURGER BOYS - LINDBERG - BiS    |
| 7月24日 | - ニューロティカ - PIGGS - 安田レイ  |

### 2023年
- 日程：7月21日（金）・22日（土）・23日（日）
- 会場：幸町緑地 耐震岸壁特設ステージ

昨年「SET YOU FREE IN KUSHIRO KIRIFESTIVAL」に出演予定であった「LINDBERG」が出演。本イベントの大トリを担当した。他にも、本イベントの幕開けアーティストであった「サンボマスター」の初出演や、「フラワーカンパニーズ」、「GANG PARADE」「ホフディラン」も初出演。
本イベント初出演であった、「サンボマスター」のLIVEは会場が満員になる程、人が来場した。
この年から、全日MC司会者を実施。MCは北海道タレント「金子智也」が担当。
| 日程    | 出演者                                                        |
| ------- | ------------------------------------------------------------- |
| 7月21日 | - うつみようこ＆YOCOLOCO BAND - ホフディラン - サンボマスター |
| 7月22日 | - 新浜レオン - PIGGS - フラワーカンパニーズ                   |
| 7月23日 | - 安田レイ - GANG PARADE - LINDBERG                           |

### 2024年
- 日程：7月26日（金）・27日（土）・28日（日）
- 会場：幸町緑地 耐震岸壁特設ステージ

本イベント40周年を記念し、anniversary企画を実施。レーザーショーなどのファミリー企画やファミリーに視点を向けて実施した年になった。
開催初日7月26日には「SET YOU FREE IN KUSHIRO KIRIFESTIVAL」初出演「銀杏BOYZ」や2年ぶりに「真心ブラザーズ」が出演し、約10766人来場。27日は、3年連続出演「PIGGS」、2年ぶりに「ZIGGY」が出演し、約15899人来場。最終日には、お笑い芸人「タカアンドトシ」や2年連続「GANG PARADE」、本イベントの大トリを飾った「四星球」が初出演。約6406人来場し、3日間合計33071人来場した。
| 日程    | 出演者                                                    |
| ------- | --------------------------------------------------------- |
| 7月26日 | - うつみようこ＆YOCOLOCO BAND - 真心ブラザーズ - 銀杏BOYZ |
| 7月27日 | - ジュウ - PIGGS - ZIGGY                                  |
| 7月28日 | - タカアンドトシ - タイトル未定 - GANG PARADE - 四星球    |

### 2025年
- 日程：7月25日（金）・26日（土）・27日（日）
- 会場：幸町緑地 耐震岸壁特設ステージ

この年のKUSHIRO KIRI FESTIVALは釧路市の高校生からアイデアをもらい、企画から一緒に作りあげる「共創プロジェクト」を立ち上げた。
釧路市出身のグラビアアイドル『小坂田純菜』がアンバサダーを、『金子智也』が昨年同様に全日MCを担当。
「SET YOU FREE」には、KIRI FES初出演『氣志團』や『THE NEATBEATS』、『ガガガSP』、北海道出身アイドルグループ『ambitious』。2年ぶりの出演『フラワーカンパニーズ』、昨年同様連続出演『PIGGS』や『GANG PARADE』、『タイトル未定』が決定した。またイベント2日目である7月26日には「〜フラカン武道館応援企画IN KIRIFES〜」を開催。
| 日程    | 出演者                                         |
| ------- | ---------------------------------------------- |
| 7月25日 | - ambitious - PIGGS - 氣志團                   |
| 7月26日 | - フラワーカンパニーズ - THE NEATBEATS - PIGGS |
| 7月27日 | - タイトル未定 - GANG PARADE - ガガガSP        |

## 日程
開催当初は、「海の日」に開催。現在では原則として7月第4金曜日から3日間（一時期は8月第2金曜日から3日間行われる『くしろ港まつり』との合同イベントとして2005年に開催した。）

## 当祭典で行われる主なイベント

### 現在行われている主なイベント
- 霧レーザーショー - メインイベント。DJショーとレーザーショーを同時進行で行っており、流行曲や洋楽・ヒップホップなど様々なジャンルの楽曲でレーザーショーを行っている。過去には花火も打ち上げられていたが、2015年から花火の打ち上げはしていない。
- TEENS ROCK IN KUSHIRO - 2022年から行っている全国高校生アマチュアバンド選手権 北海道地区大会。2022年は北海道釧路市阿寒町で結成されたバンド「タデクイ」など参加した。
- SET YOU FREE - 日本各地のライブハウスにて開催しているインディーズイベント。2021年から『SET YOU FREE』主催者及び釧路市出身である「千葉智紹」が関わり、毎年開催している。
- カラオケ大会 - 歌詞を間違えずに歌ったら海外旅行→歌が上手い人選手権。
- 海炉市場 - 地元商店による炉端焼き形式の露店。
- 筋肉フェスティバル - 2022年からやっているイベント。観客者の拍手の数で筋肉差が決まる。

### 不定期に行われている主なイベント
- あひるの大レース - 参加希望者がエントリー料500円を支払い、代わりに渡されるラバー・ダック（プラスチック製アヒル）をレース当日のスタートで一斉に釧路川に流すダックレースイベント。

## ライブイベント

### 出演アーティスト
| 年度   | アーティスト | 参考        |
| ------ | --- | ----------- |
| 2009年 | - 花*花 |             |
| 2012年 | - THE TON-UP MOTORS |             |
| 2014年 | - ナイトdeライト - 宮田和弥&The Naughty Boys                                                                                                  |             |
| 2015年 | - 佐藤竹善 |             |
| 2016年 | - 華原朋美 - 藤澤ノリマサ |             |
| 2017年 | - 福原美穂 - 熱田有香 - MAD - 佐藤広大 - 西尾夕紀                                                                                             |             |
| 2018年 | - m.c.A・T - 電撃ネットワーク - Skoop On Somebody                                                                                             | [ 1 ]       |
| 2019年 | - hitomi - 鈴木亜美 - SAKI - Ace of Diamond - LUV K RAFT - 高井麻奈由 - 伊藤カズヒロ                                                          | [ 2 ]       |
| 2021年 | - ハジ→ - GAKU-MC - ベリーグッドマン - 真心ブラザーズ - BiS - Rihwa - PIGGS                                                                   | [ 3 ] [ 4 ] |
| 2022年 | - LINDBERG - BiS - ニューロティカ - PIGGS - HAMBURGER BOYS - 安田レイ - Rihwa - GAKU-MC - ベリーグッドマン                                    | [ 6 ]       |
| 2023年 | - 新浜レオン - 安田レイ - LINDBERG - ホフディラン - サンボマスター - GANG PARADE - フラワーカンパニーズ - PIGGS - うつみようこ＆YOCOLOCO BAND | [ 7 ]       |
| 2024年 | - 銀杏BOYZ - 真心ブラザーズ - ジュウ - PIGGS - ZIGGY - タカアンドトシ - タイトル未定 - GANG PARADE - 四星球                                   | [ 8 ]       |
| 2025年 | - ambitious - 氣志團 - PIGGS - フラワーカンパニーズ - THE NEATBEATS - タイトル未定 - ガガガSP - GANG PARADE                                   |             |

## 会場
- 釧路市観光国際交流センター（1985年 - 2011年）

- 幸町緑地 耐震岸壁特設ステージ（2012年 - 2020年）

- 霧フェス特設ステージ[11]（2021年 - ）